# Stachov (Lipina)
Stachov (deutsch Stachendorf) ist eine Ansiedlung der Gemeinde Lipina in Tschechien. Sie liegt drei Kilometer nordöstlich von Šternberk und gehört zum Okres Olomouc.

## Geographie
Stachov befindet sich in der zum Niederen Gesenke gehörenden Domašovská vrchovina (Domstadtler Bergland) auf einer Terrasse über den Tälern der Bäche Sprchový potok und Stachovský potok. Nördlich erhebt sich der Oldřichovský kopec (Ulrichsdorfer Berg, 627 m), im Osten die Slunečná (Steinhübel, 627 m) und östlich der Větrník (564 m). Durch den Ort führt die Staatsstraße II/444 zwischen Šternberk und Město Libavá.
Nachbarorte sind Dalov und Nové Dvorce im Norden, Horní Loděnice im Nordosten, Těšíkov im Osten, Jívová und Na Mlýnku im Südosten, Domašov u Šternberka und Lašťany im Süden, Šternberk im Südwesten sowie Lipina im Nordwesten.

## Geschichte
Die erste schriftliche Erwähnung von Stachonis villa erfolgte 1296 in einer Urkunde über die Zehntansprüche der Pfarrkirche St. Georg in Sternberg. Dabei wurde auch erst- und letztmals das Dorf Ves Ullrichova (Oldřichov) genannt. Es wird angenommen, dass dieses Dorf nach der mährischen Pestepidemie von 1348 nicht wiederbesiedelt wurde. Aus dem Jahre 1358 ist der Ortsname Stachow überliefert. Als Peter Holický von Sternberg 1397 die Herrschaft Sternberg testamentarisch dem späteren mährischen Landeshauptmann Peter von Krawarn († 1434) überließ, war auch Stachova unter deren Zubehör aufgeführt. Ab 1437 wurde der Ort Stachov, ab 1480 Stachova ves und ab 1546 Stachová genannt. Im ältesten Urbar der Herrschaft Sternberg sind 1515 für Stachova ves ein Pachtrichter, acht Bauern und ein Gärtner#Der Gärtner als Kleinbauer aufgeführt, die sämtlich tschechische Namen trugen. Unter Karl II. von Münsterberg, der 1570 durch Heirat an die Herrschaft Sternberg gelangt war, erfolgte die Germanisierung des Dorfes. Möglicherweise holte er deutsche Siedler aus der Grafschaft Glatz oder Schlesien ins Land. Seit 1599 war der Ortsname Stachendorf gebräuchlich. Die Matriken werden seit 1633 in Sternberg geführt. Im Jahre 1646 waren in Stachová der Erbrichter Hanß Pudel sowie 14  Gärtner ansässig. Nach dem Tod des Herzogs Karl Friedrich I., von Münsterberg-Oels, mit dem die schlesische Linie der Podiebrader erlosch, folgte ihm 1647 sein Schwiegersohn Silvius I. Nimrod von Württemberg-Oels. Dessen Enkel Silvius II. Friedrich verkaufte 1693 die Herrschaft Sternberg dem Johann Adam Andreas von Liechtenstein. Bis 1770 hatte die Familie Pudel das Erbrichteramt inne, danach folgte die Familie Neumann. Der Schulunterricht wurde in Lippein abgehalten, die dortige Schule entstand vor 1839. Bis zur Mitte des 19. Jahrhunderts blieb der Ort immer zur Fürstlich Liechtensteinischen Herrschaft Sternberg untertänig.
Nach der Aufhebung der Patrimonialherrschaften bildete Stachendorf/Štachov ab 1850 eine Gemeinde in der Bezirkshauptmannschaft Sternberg. Das Erbgericht wurde fortan als Gasthof genutzt, Besitzer war bis 1945 immer die Familie Neumann. Mit der Nachbargemeinde Lippein entwickelte sich seit dieser Zeit ein gemeinschaftliches gesellschaftliches und kulturelles Leben. Nach dem Ersten Weltkrieg und dem Zusammenbruch der k.u.k. Monarchie gehörte Stachendorf ab dem 29. Oktober 1918 zur Provinz Sudetenland und wurde 1919 gegen den Willen der deutschen Bewohner der Tschechoslowakei zugesprochen. 1923 wurde Stachendorf elektrifiziert. In der Mitte des Dorfes ließen die Eheleute Schmidt 1924 eine hölzerne Kapelle errichten. 1930 hatte das Dorf 84 deutsche Einwohner, 1939 waren es 89. 
Nach dem Münchner Abkommen wurde Stachendorf am 8. Oktober 1938 dem Deutschen Reich zugeschlagen und dem Landkreis Sternberg zugeordnet. Während des Zweiten Weltkrieges wurden auf den Bauernhöfen Zwangsarbeiter aus Polen und der Ukraine eingesetzt. Am 5. Mai 1945 nahm die Rote Armee den Ort ein. Nach dem Ende des Zweiten Weltkriegs kam die Gemeinde wieder zur Tschechoslowakei zurück. Tschechische Siedler kamen in den Ort und der Besitz der Deutschen wurde konfisziert. Die meisten deutschen Bewohner wurden 1946 vertrieben. 
Die Kapelle wurde 1948 dem hl. Antonius von Padua geweiht. Zum 1. Januar 1950 erfolgte die Eingemeindung nach Lipina. Im Zuge der Gebietsreform von 1960 wurde der Okres Šternberk aufgehoben und die Gemeinde dem Okres Olomouc zugeordnet. Zugleich wurde Stachov zusammen mit Lipina nach Těšíkov eingemeindet. In den 1950er und 1960er Jahren wurde das ursprüngliche Ortsbild durch den Abriss von sechs unbewohnbaren Häusern verändert. Am Rande von Stachov wurde 1960 eine Kuhstallanlage errichtet, die bis 1994 genutzt wurde. In den 1960er Jahren erfolgte der Abriss der Kapelle. Am 1. Mai 1974 erfolgte die Eingemeindung nach Šternberk, damit verlor Stachov auch seinen Status als Ortsteil. Lipina löste sich 1990 zusammen mit Stachov wieder von Šternberk los und bildet seither eine eigene Gemeinde. Erster Bürgermeister wurde Adolf Hrdlička aus Stachov. Nach 2000 entstanden entlang der Straße nach Lipina Einfamilienhäuser, so dass beide Orte zusammenwuchsen. Stachov bildet eine eigene Gemarkung.

## Sehenswürdigkeiten
- Steinkreuz, nur als Torso erhalten